# Robert Loggia

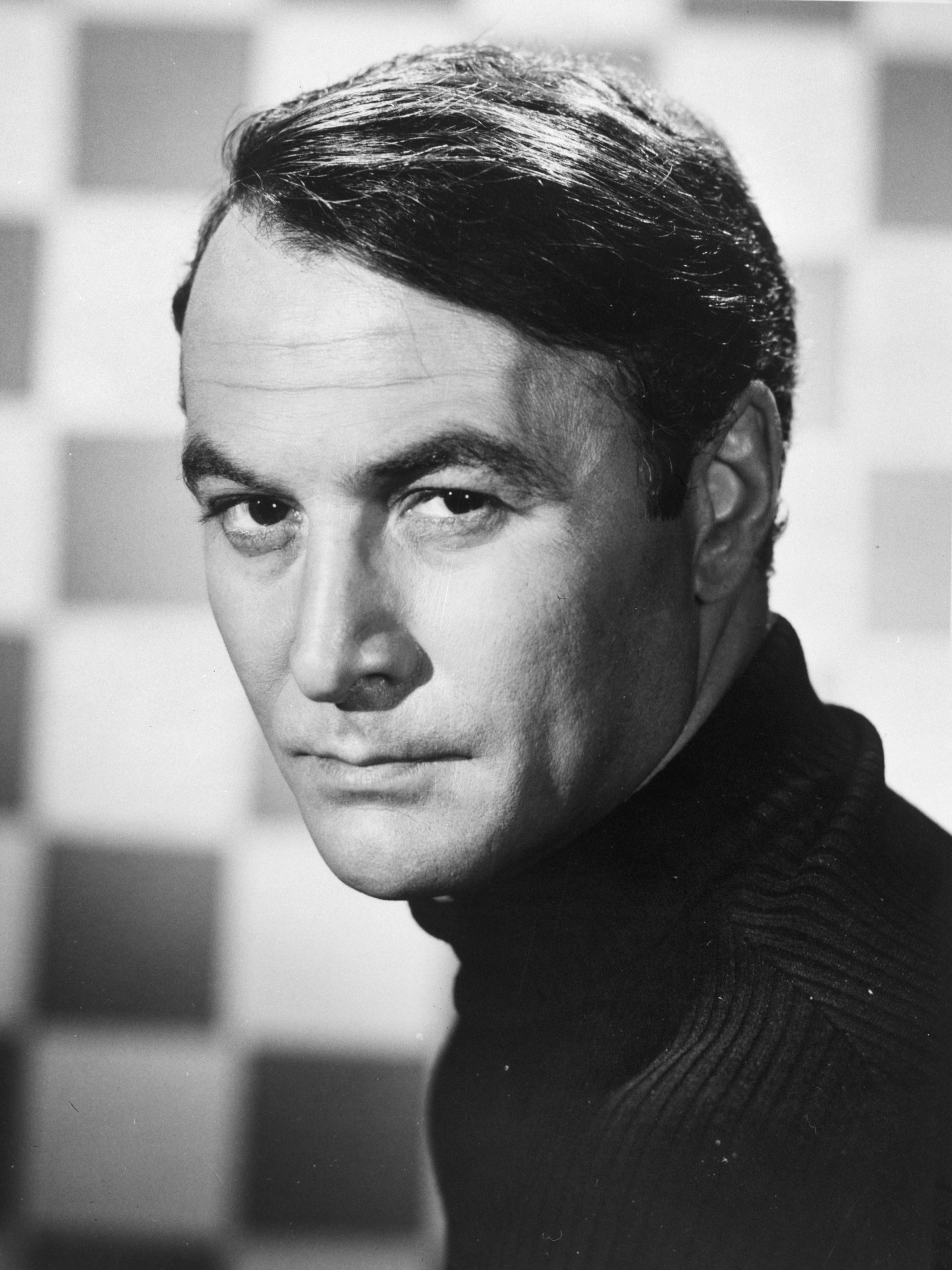
Robert Loggia 1966.

Robert Loggia, född Salvatore Loggia den 3 januari 1930 på Staten Island i New York, död 4 december 2015 i Los Angeles, Kalifornien, var en amerikansk skådespelare. Han uppmärksammades för sina roller i filmer som En officer och gentleman, Scarface, Prizzis heder, Big, Independence Day och Lost Highway.

## Biografi
Loggia var son till Elena Blandino och Benjamin Loggia, båda födda på Sicilien i Italien. Efter studier på Wagner College och University of Missouri samt tjänstgöring i den amerikanska armén, påbörjade han sin karriär som birollsinnehavare på scen och inom film och TV.

## Filmografi i urval
- 1956 – Gatans kung
- 1963 – Prärie (TV-serie) (1 avsnitt)
- 1965 – Krutrök (TV-serie) (1 avsnitt)
- 1965 – Mannen från Nasaret
- 1968 – High Chaparral (TV-serie) (1 avsnitt)
- 1970 – High Chaparral (TV-serie) (1 avsnitt)
- 1974 – Cannon (TV-serie) (1 avsnitt)
- 1975 – Kojak (TV-serie) (1 avsnitt)
- 1975 – Mannix (TV-serie) (2 avsnitt)
- 1975 – Starsky och Hutch (TV-serie) (1 avsnitt)
- 1976 – Charlies änglar (TV-serie) (1 avsnitt)
- 1976 – Columbo (TV-serie) (1 avsnitt)
- 1976 – Rockford tar över (TV-serie) (1 avsnitt)
- 1976 – Wonder Woman (TV-serie) (1 avsnitt)
- 1977 – Rockford tar över (TV-serie) (1 avsnitt)
- 1977 – Slaget om Entebbe
- 1978 – Rosa Panterns hämnd
- 1978 – Starsky och Hutch (TV-serie) (1 avsnitt)
- 1978 – Rockford tar över (TV-serie) (1 avsnitt)
- 1979 – Hawaii Five-O (TV-serie) (1 avsnitt)
- 1980 – Charlies änglar (TV-serie) (1 avsnitt)
- 1980 – Magnum (TV-serie) (2 avsnitt)
- 1981 – Fantasy Island (TV-serie) (1 avsnitt)
- 1982 – Lilla huset på prärien (TV-serie) (1 avsnitt)
- 1982 – En kvinna kallad Golda (TV-film)
- 1982 – En officer och gentleman
- 1982 – Jakten på Rosa pantern
- 1983 – Psycho II
- 1983 – Rosa panterns förbannelse
- 1983 – Scarface
- 1984 – Mord och inga visor (TV-serie) (1 avsnitt)
- 1985 – Prizzis heder
- 1986 – Alfred Hitchcock presenterar (TV-serie) (avsnittet "A Very Happy Ending")
- 1986 – Magnum (TV-serie) (1 avsnitt)
- 1987 – De sju makterna
- 1987 – Over the Top
- 1988 – Big
- 1988 – Oliver & gänget (röstroll)
- 1993 – Lifepod (TV-film)
- 1993 – Wild Palms (TV-serie) (6 avsnitt) (miniserie)
- 1994 – I Love Trouble
- 1996 – Independence Day
- 1997 – Fröken Smillas känsla för snö
- 1997 – Lost Highway
- 1998 – Wide Awake
- 1998 – Holy Man
- 1999 – The Suburbans
- 2000 – Dharma & Greg (TV-serie) (1 avsnitt)
- 2000 – Frasier (TV-serie) (1 avsnitt)
- 2001 – Grand Theft Auto III (röst i dataspel)
- 2001 – Malcolm – Ett geni i familjen (TV-serie) (1 avsnitt)
- 2004 – Sopranos (TV-serie) (4 avsnitt)
- 2006 – Funny Money
- 2006 – Rain
- 2008 – Monk (TV-serie) (1 avsnitt)
- 2009 – Shrink
- 2010 – Hawaii Five-0 (TV-serie) (1 avsnitt)
- 2011–2013 – Family Guy (TV-serie) (2 avsnitt, som sig själv)
- 2016 – Independence Day: Återkomsten (cameo)